# گله دارم، شتربانا
گله دارم، شتربانا نام یک نام آلبوم موسیقی سنتی ایرانی اثر عبدالوهاب شهیدی می‌باشد. این آلبوم توسط انتشارات سرنا صوت به بازار آمده است.

## شرح اثر

### هنرمندان
- عبدالوهاب شهیدی
- حسن ناهید
- مجید اسماعیلی
- رحمت‌الله بدیعی

### قطعات
در این اثر آواز به صورت برش خورده منتشر شده اما به طور کلی این قطعات را دارد:
1. تصنیف گله دارم
2. ساز و آواز
3. تصنیف گله دارم
4. ساز و آواز شتربانا

### اشعار
ساز و آواز شتربانا
| شتربانا مبند امروز محمل مراباری چنین مپسند بردل نمی‌شاید کنون بار سفربست که شد راه از سرشک عاشقان گل نه پای رفتن و نه جای ماندن مبادا کار کس این گونه مشکل تن از همراهی او مانده محروم ولی جان می‌رود منزل به منزل هنوزم قبلهٔ جان صورت توست به صورت گرچه رفتی از مقابل شنیدم از سفر برگشتی ای دل بلا بودی بلاتر گشتی ای دل تو که چون جان شیرین رفته بودی چرا چون بخت من برگشتی ای دل زیادم می بده غم دارم امشو خودم را از خودم کم دارم امشو برو در پردهٔ تاریکت ای ماه که من از سایه هم غم دارم امشو تو را می‌خوام و گرنه یار بسیار گلی می‌خوام و گرنه خار بسیار گلی می‌خوام که در سایه‌اش نشینم وگرنه سایهٔ دیوار بسیار |